# Паппериц, Эрвин
Йоханнес Эрвин Паппериц (нем. Johannes Erwin Papperitz; 17 мая 1857, Дрезден — 5 августа 1938, Бад-Киссинген) — немецкий математик, специализировавшийся на ТФКП и начертательной геометрии; профессор Горной академии Фрайберга.

## Биография
Родился 17 мая 1857 года в Дрездене в семье пейзажиста Густава Фридриха Папперица (Gustav Friedrich Papperitz, 1813—1861) и его жены Мари Элизабет (урожденной Конради). С 1875 по 1882 год Эрвин обучался в университетах Лейпцига (входил в студенческое братство «Alte Leipziger Landsmannschaft Afrania») и Мюнхена — среди его преподавателей был Феликс Клейн. В 1883 году в Лейпцигском университете Паппериц стал кандидатом наук. В 1886 году в Дрезденском техническом университете он защитил докторскую диссертацию по ТФКП и, спустя три года, был назначен экстраординарным профессором.
В 1890 году Эрвин Паппериц был одним из членом-учредителей Немецкого математического общества; был избран в Леопольдину в 1910. В 1892 году он получил позицию профессора высшей математики и начертательной геометрии в Горной академии Фрайберга: трижды — с 1901 по 1903, с 1905 по 1907 и с 1923 по 1924 год — Паппериц исполнял обязанности ректора. Во Фрайберге Паппериц много времени уделял начертательной геометрии и в 1909 году написал статью «Начертательная геометрия» (Darstellende Geometrie) в Энциклопедии математических наук (Encyklopädie der mathematischen Wissenschaften mit Einschluß ihrer Anwendungen). В 1927 году вышел на пенсию — его преемником стал Фридрих Адольф Виллерс (Friedrich Adolf Willers, 1883—1959). 
Паппериц был среди более 900 ученых и преподавателей немецких университетов и вузов, подписавших 11 ноября 1933 года  «Заявление профессоров о поддержке Адольфа Гитлера и национал-социалистического государства».
Умер 5 августа 1938 года в Бад-Киссингене.

## Работы
- Über verwandte s-Functionen // Mathematische Annalen. — № 25 (1884). — S. 212—221; № 26 (1885). — S. 97-105.
- Untersuchungen über die algebraischen Transformationen der hypergeometrischen Funktionen // Mathematische Annalen. — № 27 (1886). — S. 312—357.
- Lehrbuch der Darstellenden Geometrie, 2 Bände. — Leipzig, 1893—1896. (совместно с Karl Rohn)